# 2019년 FIFA 여자 월드컵 결승전
2019년 FIFA 여자 월드컵 결승전(프랑스어: Finale de la Coupe du monde féminine de football de 2019, 영어: 2019 FIFA Women's World Cup Final)은 2019년 7월 7일에 2019년 FIFA 여자 월드컵의 우승 팀을 가리기 위해 열린 경기이다. 프랑스 리옹 근교 위성도시인 리옹 (데신샤르피외)에 위치한 파르크 올랭피크 리요네에서 열렸으며 미국과 네덜란드가 맞붙었다.

## 결승전까지의 경기
| 팀     | 전 | 승 | 무 | 패 | 득 | 실 | 차  | 점 |
| ------ | -- | -- | -- | -- | -- | -- | --- | -- |
| 미국   | 3  | 3  | 0  | 0  | 18 | 0  | +18 | 9  |
| 스웨덴 | 3  | 2  | 0  | 1  | 7  | 3  | +4  | 6  |
| 칠레   | 3  | 1  | 0  | 2  | 2  | 5  | -3  | 3  |
| 태국   | 3  | 0  | 0  | 3  | 1  | 20 | -19 | 0  |

| 팀       | 전 | 승 | 무 | 패 | 득 | 실 | 차 | 점 |
| -------- | -- | -- | -- | -- | -- | -- | -- | -- |
| 네덜란드 | 3  | 3  | 0  | 0  | 6  | 2  | +4 | 9  |
| 캐나다   | 3  | 2  | 0  | 1  | 4  | 2  | +2 | 6  |
| 카메룬   | 3  | 1  | 0  | 2  | 3  | 5  | -2 | 3  |
| 뉴질랜드 | 3  | 0  | 0  | 3  | 1  | 5  | -4 | 0  |

## 경기 전

### 일정 정하기
2019년 FIFA 여자 월드컵 결승전 날짜를 2019년 7월 7일로 정하는 일이 여자 축구의 서포터들 사이에 논란을 일으켰다. 그 날이 2개의 남자 대륙 축구 대회인 2019년 코파 아메리카(결승전: 리우데자네이루)와 2019년 CONCACAF 골드컵(결승전: 시카고)의 결승전 날짜와 겹친다. FIFA는 2019년 여자 월드컵 날짜를 2017년 9월에 확정했는데, 남미 축구 연맹과 북중미 축구 연맹에서 선언된 날짜보다 먼저 확정했다.

## 경기 결과
| 미국                           | 2 – 0  | 네덜란드 |
| ------------------------------ | ------ | -------- |
| 러피노 61′ (페널티) · 라벨 69′ | 리포트 |          |

| 미국 | 네덜란드 |

| GK         | 1  | 앨리사 네허        |     |     |
| RB         | 5  | 켈린 오하라        |     | 46′ |
| CB         | 7  | 애비 덜켐퍼        | 41′ |     |
| CB         | 4  | 베키 사워브런      |     |     |
| LB         | 19 | 크리스털 던        |     |     |
| CM         | 3  | 샘 뮤이스          |     |     |
| CM         | 8  | 줄리 어츠          |     |     |
| CM         | 16 | 로즈 라벨          |     |     |
| RF         | 17 | 토빈 히스          |     | 87′ |
| CF         | 13 | 앨릭스 모건        |     |     |
| LF         | 15 | 메건 러피노 (주장) |     | 78′ |
| 교체 선수: |    |                    |     |     |
| FW         | 11 | 앨리 크리저        |     | 46′ |
| FW         | 23 | 크리슨 프레스      |     | 78′ |
| FW         | 10 | 칼리 로이드        |     | 87′ |
| 감독:      |    |                    |     |     |
| 질 엘리스  |    |                    |     |     |

| GK            | 1  | 사리 판 페이넨달 (주장)   |     |     |
| RB            | 2  | 데시레이 판 륀테런        |     |     |
| CB            | 6  | 아눅 데커르               |     | 73′ |
| CB            | 3  | 스테파니 판 데르 흐라흐트 | 60′ |     |
| LB            | 20 | 도미니크 블러드워스       |     |     |
| CM            | 14 | 자키 흐루넌               |     |     |
| CM            | 10 | 다니엘러 판 더 동크       |     |     |
| CM            | 8  | 셰리다 스피처             | 10′ |     |
| RF            | 21 | 리넛 베이렌스테인         |     |     |
| CF            | 9  | 비비아너 미데마           |     |     |
| LF            | 11 | 리커 마르턴스             |     | 69′ |
| 교체 선수:    |    |                           |     |     |
| MF            | 19 | 질 로르트                 |     | 69′ |
| FW            | 7  | 샤니서 판 더 산던         |     | 73′ |
| 감독:         |    |                           |     |     |
| 사리나 비흐만 |    |                           |     |     |

| 최우수 선수: 메건 러피노 (미국) 부심: 마뉘엘라 니콜로지 (프랑스) 미셸 오닐 (아일랜드) 대기심: 클라우디아 움피에레스 (우루과이) 후보 대기심: 루시아나 마스카라냐 (우루과이) 비디오 판독심: 카를로스 델 세로 그란데 (스페인) 보조 비디오 판독심: 호세 마리아 산체스 마르티네스 (스페인) 마리아나 데 알메이다 (아르헨티나) | 경기 규정: - 90분 - 필요시 연장전 30분 - 연장전 후에도 동점시 승부차기 - 교체 선수 12명 등록 - 최대 3명 교체 가능하고 연장전에서 4번째 선수 교체 가능. |